# Филипповка (Саратовская область)
Филипповка — село в Марксовском районе Саратовской области, в составе Осиновского муниципального образования.
Основано как немецкая колония Филиппсфельд в 1767 году
Население — 174 (2012)

## Название
Названа по имени сына барона Борегарда. По указу от 26 февраля 1768 года о наименованиях немецких колоний сохранила прежнее название. В 1915 году получила название Филипповка.

## История
Основано 7 июня 1767 года. Вызывательная колония барона Борегарда. Первые поселенцы — 45 семей из Гессена.
Колония входила в состав Екатериненштадтского колонистского округа Вольского уезда (с 1835 года Николаевского уезда) Саратовской губернии, с 1851 года - того же уезда Самарской губернии. С 1871 года — село Екатериненштадтской волости Николаевского уезда.
Село входило в состав лютеранского прихода Северный Екатериненштадт, Боаро. Деревянная, на каменном фундаменте церковь построена в 1820 году. Позже куплена на стройматералы колонистами Нейбоаро. Новое деревянное здание заложено 29 июня 1888 года, освящено в 1892 году, было рассчитано на 700 мест.
По состоянию на 1857 год земельный надел достигал 2225 десятин, на одну ревизскую душу приходилось около 5,4 десятин. В 1859 году в колонии насчитывалось 68 дворов. В 1910 году количество дворов достигло 145, в селе действовали церковь и две школы: церковно-приходская и земская. Основным занятием было земледелие, кроме того, было развито разведение табака, соломоплетение.
После образования трудовой коммуны (автономной области) немцев Поволжья село Кинд входило в состав Панинского (Шенхенского) района, после перехода к кантонному делению административный центр Филиппсфельдкого сельсовета Марсштадтского кантона.
Население края существенно сократилось в период голода в Поволжье: в 1921 году в селе родилось 73, умерли 182 человек. В 1920-е годы имелись: кооперативная лавка, сельскохозяйственное кооперативное товарищество, начальная школа. В 1930-е годы существовал колхоз «Рекорд».
28 августа 1941 года был издан Указ Президиума ВС СССР о переселении немцев, проживающих в районах Поволжья. Немецкое население депортировано в Сибирь и Казахстан, село, как и другие населённые пункты Марксштадтского кантона было включено в состав Саратовской области. После 1941 года вновь переименовано в село Филипповка.

## Физико-географическая характеристика
Село находится в Низком Заволжье, относящемся к Восточно-Европейской равнине, на левом берегу реки Малый Караман. Высота центра населённого пункта — 20 метров над уровнем моря. Рельеф местности равнинный. Почвы тёмно-каштановые солонцеватые и солончаковые.
По автомобильным дорогам расстояние до областного центра города Саратова — 73 км, до города Энгельс — 57 км, до районного центра города Маркс — 10 км, до административного центра сельского поселения посёлка Осиновский — 19 км.
Часовой пояс
Филипповка, как и вся Саратовская область, находится в часовой зоне МСК+1. Смещение применяемого времени относительно UTC составляет +4:00.

## Население
| 1769  | 1773  | 1788  | 1798 | 1816 | 1834 | 1850  | 1857 | 1859  | 1889  |
| ----- | ----- | ----- | ---- | ---- | ---- | ----- | ---- | ----- | ----- |
| 140   | ↘104  | ↗110  | ↗118 | ↗226 | ↗411 | ↗622  | ↗698 | ↗1041 | ↗1174 |
| 1897  | 1904  | 1910  | 1920 | 1922 | 1926 | 1931  | 2002 | 2010  | 2012  |
| ↗1743 | ↗1748 | ↘1248 | ↘731 | ↗835 | ↗997 | ↗1242 | ↘173 | →173  | ↗174  |

В 1931 году 100 % населения села составляли немцы